# Viêm loét dạ dày tá tràng
Viêm loét dạ dày – tá tràng là viêm loét lớp bên trong của dạ dày, phần đầu tiên của ruột non, hoặc đôi khi là dưới thực quản. Đặc điểm của bệnh là tùy theo các vị trí của viêm và loét khác nhau mà có các tên gọi là viêm dạ dày (đau dạ dày, đau bao tử), viêm hang vị, viêm tâm vị, viêm bờ cong nhỏ hoặc loét bờ cong nhỏ, loét hang vị, loét tiền môn vị, viêm loét tá tràng (hành tá tràng) hoặc viêm cả dạ dày và hành tá tràng.

## Dấu hiệu và triệu chứng
- Vùng bụng trên (thượng vị) đau, ợ hơi, ợ chua, nóng rát, đau từng cơn lúc đói hoặc vào ban đêm. Bệnh nhân có thể buồn nôn, đầy bụng, chậm tiêu. Khi ăn vào, cơn đau có thể dịu đi. Nếu uống thuốc chữa dạ dày thì giảm đau rõ rệt. Nếu người bệnh đi đại tiện phân đen như bã cà phê, có mùi khắm thì có thể đã bị chảy máu dạ dày.
- Mất ngủ hoặc giấc ngủ bị gián đoạn, hay chập chờn về đêm.
- Khoảng 20% bệnh nhân bị loét dạ dày – tá tràng nhưng không hề có triệu chứng, mà người bệnh vào viện vì các biến chứng như: xuất huyết đường tiêu hóa, thủng dạ dày hoặc hẹp môn vị, hoặc nội soi kiểm tra phát hiện ra bệnh.

## Nguyên nhân

### Thuốc
Có ba loại thuốc chủ yếu dễ gây ra tổn thương cho niêm mạc dạ dày, đó là: nhóm axit acetylsalicylic (ví dụ như Aspirin); hai là các loại thuốc chống viêm, chữa khớp; ba là thuốc hormone như sterol. Vì vậy nên hạn chế tránh dùng những loại thuốc này. Nếu cần thiết phải dùng thì nên khống chế liều lượng và liệu trình, tốt nhất là uống sau khi ăn.

### Helicobacter pylori
Vi khuẩn Helicobacter pylori và do tình trạng tăng tiết acid: Lây nhiễm trực khuẩn môn vị là một trong những nguyên nhân quan trọng gây ra viêm loét đường ruột. Đây là loại xoắn khuẩn, sống trên lớp nhày niêm mạc dạ dày và gây ra bệnh này. Trong số những người bị viêm loét dạ dày thì tỉ lệ do vi khuẩn này gây ra tới 70 – 90%. Vi khuẩn thường lây truyền qua đồ đựng thực phẩm, bàn chải đánh răng và nụ hôn. Ăn thực phẩm không sạch cũng là một trong những nguyên nhân lây nhiễm vi khuẩn này.

### Yếu tố tâm lý
Căng thẳng kéo dài: Trạng thái căng thẳng, buồn phiền, tức giận sẽ nhanh chóng được khuếch tán tới các cơ quan trong cơ thể, ảnh hưởng đến hệ thần kinh thực vật gây mất cân bằng cho chức năng dạ dày, đường ruột; acid hydrochloric và pepsin tăng tiết khiến cho huyết quản dạ dày, môn vị co thắt, tầng bảo vệ niêm mạc dạ dày bị thương tổn, hình thành bệnh viêm loét dạ dày. Người bệnh thường bị đau khi công việc căng thẳng, lo lắng nhiều, buồn rầu, tức giận hoặc sợ hãi.

### Yếu tố tiết thực
- No đói không đều: Khi đói, axit hydrochloric và các chất xúc tác trong dạ dày ở nồng độ khá cao dẫn tới tình trạng "tự tiêu hóa" niêm mạc. Khi ăn quá no lại dễ làm tổn thương "cơ chế" tự  bảo vệ của dạ dày vì vỏ dạ dày nở to, thời gian thức ăn lưu lại trong dạ dày lâu. Khi ăn uống thất thường, không đúng bữa, không được nghỉ ngơi, bệnh sẽ dễ phát và tái phát.
- Ăn tối quá no: Có một số người thường xuyên bổ sung dinh dưỡng tập trung vào buổi tối vì cả ngày đi làm, buổi trưa không có thời gian, hoặc có người quen ăn thêm gì đó trước lúc đi ngủ. Điều này sẽ ảnh hưởng đến giấc ngủ, ngủ không an giấc, dễ tăng cân. Đồng thời còn có thể kích thích niêm mạc dạ dày bài tiết quá nhiều axit hydrochloric, gây viêm loét dạ dày
- Ăn nhanh hoặc vừa ăn vừa xem ti vi: Thức ăn sau khi vào dạ dày sẽ trải qua các giai đoạn "ngâm mềm", nghiền nát, tiêu hoá. Nếu khi ăn nhai không kỹ, ăn nhanh nuốt vội, thức ăn chưa được nghiền nhỏ thì sẽ tăng thêm gánh nặng cho dạ dày, kéo dài thời gian lưu giữ thức ăn trong dạ dày, dẫn tới tổn thương niêm mạc dạ dày. Ngoài ra, nhai chậm, nhai kỹ có thể tăng tiết dịch tụy, từ đó làm cho dịch mật và axit hydrochloric giảm, rất có lợi cho dạ dày.
- Uống quá nhiều rượu: Rượu tác động trực tiếp lên niêm mạc dạ dày. Ngoài ra còn có thể gây ra xơ gan và viêm tuyến tụy mãn tính, từ đó làm cho dạ dày tổn thương nặng thêm.

### Nguyên nhân khác
- Hoá chất.
- Các bệnh tự miễn khác…

## Biến chứng
- Xuất huyết tiêu hóa
- Thủng dạ dày hành tá tràng
- Rò vào các tạng xung quanh (đường mật, ruột non, tụy, đại tràng…)
- Hẹp môn vị

## Phòng ngừa
Ngoài việc khắc phục những nguyên nhân trên còn cần:
- Dùng thức ăn mềm, ít có tác dụng cơ giới. Cần ưu tiên các thức ăn tinh bột có tác dụng bọc, hút, thấm để bảo vệ niêm mạc dạ dày, giúp giảm kích thích tiết dịch vị, trung hòa acid như sữa, gạo nếp, bánh nếp, bánh mì, bánh bột năng, cơm, bánh quy…
- Tránh dùng các loại kích thích dạ dày tiết nhiều dịch vị như: ớt, tiêu, giấm, cà ri, mù tạc, trái cây chua, sữa chua, dưa hành, dưa cà muối chua, nước dùng thịt, thức ăn lên men như mắm, tương, chao; thịt nguội chế biến sẵn…Hạn chế các món rán xào
- Chất béo từ cá (mỡ cá, cá mỡ) được khuyên sử dụng vì cung cấp nhiều acid béo thiết yếu và năng lượng cho cơ thể, thức ăn giàu kẽm (hàu, sò, thịt, cá…) sẽ giúp mau lành vết thương, vitamin A giúp sinh trưởng lớp tế bào biểu mô của niêm mạc dạ dày.

## Điều trị

### Nguyên tắc điều trị
- Điều chỉnh mất cân bằng giữa yếu tố tấn công và bảo vệ
- Điều trị nguyên nhân
- Thay đổi lối sống và thói quen sinh hoạt

### Mục tiêu điều trị
- Tức thời: làm giảm nhanh các triệu chứng.
- Mục tiêu ngắn hạn: làm lành tổn thương loét, thúc đẩy tái sinh niêm mạc.
- Mục tiêu dài hạn: phòng ngừa tái phát và biến chứng

### Điều trị nội khoa
Nhóm thuốc kháng acid:
Là các thuốc có chứa nhôm hoặc calci, magnesi hydroxit, có tác dụng trung hòa acid không ảnh hưởng đến bài tiết dịch vị cũng như pepsin, 1-3 h sau bữa ăn và đi ngủ
- Nhóm ức chế thụ thể histamine H2: ƯU điểm của thuốc này là rẻ tiền, an toàn nhưng khả năng ức chế acid dịch vị yếu hơn so với nhóm PPI gồm Cimetidine, Ranitidine, Famotidine....
- Nhóm thuốc ức chế bơm proton (PPI): Đây là nhóm thuốc ức chế tiết dịch vị mạnh nhất hiện nay gồm: Omeprazol, Lansoprazol, Pantoprazol, Rabeprazol, Esomeprazol.

Nhóm thuốc trung hòa acid:
Giúp trung hòa acid dạ dày, tăng pH dạ dày, hành tá tràng; ức chế phân giải protein của pepsin
Một số loại thuốc gồm:
- Muối nhôm: Aluminium hydroxide
- Muối Magie: Magnesium Hydroxide
- Bicarbonat

Nhóm thuốc bảo vệ niêm mạc dạ dày:
- Sucrafat: bao bọc ổ loét, ngăn sự khuếch tán ngược của ion H+, ức chế pepsin và hấp phụ muối mật có tác dụng phòng loét cấp tính và làm lành loét mạn tính mà không ảnh hưởng đến bài tiết dịch vị và pepsin. Nên uống từ 30-60 phút trước ăn.
- Bismuth: vừa có tác dụng bảo vệ niêm mạc dạ dày, vừa diệt H.pylori.
- Misoprostol: là đồng đẳng với prostaglandin E1 có tác dụng bảo vệ niêm mạc dạ dày vì làm tăng bài tiết chất nhầy và bicarbonate đồng thời làm tăng dòng máu tới niêm mạc dạ dày hành tá tràng. Hiện ít dùng do tác dụng phụ

Thuốc kháng sinh diệt H.pylori
- Amoxicillin 500mg: kháng thuốc ít
- Metronidazol/tinidazol hiện nay thuốc này bị kháng rất nhiều. bệnh nhân sau khi uống thường mệt.
- Clarithromycin 250mg,500mg.
- Furazolidon: nitrofuran ít dùng ở Việt Nam
- Fluoro quinolones: Levofloxacin 500mg[8]

### Điều trị ngoại khoa
Rất hạn chế, chỉ chỉ định phẫu thuật khi :
- Xuất huyết tiêu hóa do chảy máu dạ dày hành tá tràng điều trị nội khoa thất bại.
- Thủng dạ dày- hành tá tràng
- Hẹp môn vị.
- Ung thư dạ dày.
- Rò dạ dày tá tràng vào các tạng lân cận.